# This Conversation Is Ending Starting Right Now
This Conversation Is Ending Starting Right Now es el tercer y último álbum de la banda emo estadounidense Knapsack, lanzado en 1998 por la discográfica ALIAS Records.

## Lista de canciones
1. Katherine The Grateful - 3:17
2. Change Is All The Rage - 3:27
3. Shape Of The Fear - 4:25
4. Cold Enough To Break - 3:20
5. Skip The Details - 2:53
6. Arrows To The Action - 3:28
7. Cinema Stare - 3:04
8. Hummingbirds - 4:42
9. Balancing Act - 3:40
10. Please Shut Off The Lights - 3:51

- Datos: Q7785662